# Henri Théodore Pigozzi
Enrico Teodoro Pigozzi, afrancesado para Henri Théodore Pigozzi (Turim, 26 de junho de 1898 — Paris, 18 de novembro de 1964), foi um empresário italiano da indústria automobilística, fundador da marca Simca (Société Industrielle de Mécanique et de Carrosserie Automobile) em 1934. A Simca tornou-se parte do grupo PSA Peugeot Citroën em 1978.